# Asha Ismail
Asha Ismail, née le 27 septembre 1968 à Garissa au Kenya, est une militante kényane des droits humains. Elle milite contre les mutilations génitales féminines (MGF) et fonde l'association Save a Girl, Save a Generation, pour mettre fin à ces mutilations, au système de dot, au mariage forcé et à d'autres abus contre les femmes en Afrique et en Asie.

## Biographie

### Jeunesse, mutilation
Asha Ismail naît au nord-est du Kenya, en 1968, d'une famille d'origine somalienne. Elle subit une mutilation génitale féminine à l'âge de 5 ans lors de ce qu'on lui avait dit être une cérémonie et une fête de « purification ». Au lieu de la fête annoncée, elle connaît une souffrance terrible et la mutilation, puis elle est immobilisée pendant plusieurs semaines avant de pouvoir marcher avec une canne.

### Militantisme
Après s'être tue, elle explique à ses camarades ce qui les attend et réussit à dissuader cinq autres filles de son village de subir cette « fête » ; elles sont appelées « les cinq filles d'Asha » parce qu'elle ont été sauvées par Asha Ismail de la mutilation génitale.
Elle subit ensuite un mariage forcé et une première grossesse précoce. Ses règles et la naissance de sa fille sont particulièrement douloureuses en raison des séquelles résultant des mutilations qu'elle a subies. Elle se donne comme objectif d'utiliser l'éducation pour éradiquer cette pratique afin que sa fille et d'autres femmes n'en subissent pas les conséquences et n'en fassent pas l'expérience douloureuse,.
Elle s'installe en Espagne en 2011, et fonde l'organisation non gouvernementale Save a Girl, Save a Generation,. Elle témoigne et mène avec son association une large action d'éducation et de sensibilisation, en Europe et en Afrique. Sa fille, Hayat Traspas, est également membre de l'association dont le siège est à Madrid.
Asha Ismail est l'une des militantes présentées dans le documentaire La manzana de Eva (« La pomme d'Ève ») de José Manuel Colón, sorti en 2018, qui raconte les histoires de femmes de différents pays qui font campagne contre les mutilations génitales féminines. Elle fait partie de la campagne Brave 2017 d'Amnesty International qui rend hommage aux militantes des droits humains.

## Reconnaissance
En 2017, à l'occasion de la Journée internationale des femmes le 8 mars, Asha Ismail reçoit le prix Atenea de Alcobendas pour la défense des droits des femmes.
Elle assiste le 12 octobre 2019 au quinzième anniversaire de l'ONG Tierra de Hombres, où elle se voit remettre une statuette réalisée par la sculptrice Julia Ares en reconnaissance de son action. En octobre 2019 également, elle reçoit un prix au festival Periplo à Puerto de la Cruz.
La Fondation internationale des droits humains lui décerne le 24 janvier 2020 le Prix Nicolás Salmerón pour les droits de l'homme dans la catégorie « Égalité ».
À l'occasion de la Journée internationale du droit des femmes 2020, elle reçoit un prix de la Communauté de Madrid qu'elle refuse. Elle l'estime incompatible avec son action et ses principes. Elle exprime sa gratitude pour ce prix, mais déclare que le gouvernement espagnol constitue un obstacle au féminisme et nie la violence sexiste.